# Liste der Kulturgüter in Perroy
Die Liste der Kulturgüter in Perroy enthält alle Objekte in der Gemeinde Perroy im Kanton Waadt, die gemäss der Haager Konvention zum Schutz von Kulturgut bei bewaffneten Konflikten, dem Bundesgesetz vom 20. Juni 2014 über den Schutz der Kulturgüter bei bewaffneten Konflikten sowie der Verordnung vom 29. Oktober 2014 über den Schutz der Kulturgüter bei bewaffneten Konflikten unter Schutz stehen.
Objekte der Kategorie A sind im Gemeindegebiet nicht ausgewiesen, Objekte der Kategorie B sind vollständig in der Liste enthalten, Objekte der Kategorie C fehlen zurzeit (Stand: 1. Januar 2023).

## Kulturgüter
| Foto |                                                                                  | Objekt                                                                                               | Kat. | Typ | Standort                       | Beschreibung |
| ---- | -------------------------------------------------------------------------------- | --- | ---- | --- | ------------------------------ | ------------ |
| BW   | Datei hochladen · Wikidata zu Herrenhaus Malessert mit Nebengebäuden (Q29891424) | Herrenhaus Malessert mit Nebengebäuden / Maison de maître de Malessert et dépendances KGS-Nr.: 14720 | B    | G   | Malessert 2–6 516932 / 147527  |              |
| ja   | Datei hochladen · Wikidata zu Église Notre-Dame (Q29891423)                      | Reformierte Kirche Notre-Dame / Église réformée Notre-Dame KGS-Nr.: 14721                            | B    | G   | Grand-Rue 21 517579 / 146811   |              |
| ja   | Datei hochladen · Wikidata zu Ehemaliges Priorat (Q29891421)                     | Ehemaliges Priorat / Ancien prieuré KGS-Nr.: 14722                                                   | B    | G   | La Prieuré 3–9 517608 / 146793 |              |